# Министерство юстиции Сирии
Министерство юстиции Сирии — правительственное министерство Сирийской Арабской Республики, ответственное за судебные дела Сирии.

## Министры юстиции
- Мухаммед Набиль аль-Хатиб (2000 — 10 сентября 2003)
- Мухаммед аль-Гафри (10 сентября 2003 — 23 апреля 2009)
- Ахмед Юнис (23 апреля 2009 — 29 марта 2011)
- Тайсир Кала Аввад (14 апреля 2011 — 16 августа 2012)
- Наджм Хамад аль-Ахмад (16 августа 2012 — 29 марта 2017)
- Хишам аш-Шаар (29 марта 2017 — 30 августа 2020)
- Ахмед аль-Сайед (30 августа 2020 — 10 декабря 2024)
- Шади аль-Ваиси (10 декабря 2024 — 29 марта 2025)
- Мадхар аль-Уайс ( с 29 марта 2025)